# Grammorhoe contrastata
Grammorhoe contrastata là một loài bướm đêm trong họ Geometridae.